# Hall of Fame Tennis Championships 1995
L'Hall of Fame Tennis Championships 1995 è stato un torneo di tennis giocato sull'erba. È stata la 20ª edizione dell'Hall of Fame Tennis Championships che fa parte della categoria World Series nell'ambito dell'ATP Tour 1995. Si è giocato a Newport negli USA dal 10 al 16 luglio 1995.

## Campioni

### Singolare
David Prinosil ha battuto in finale  David Wheaton con il punteggio di 7–6(3), 5–7,  6–2

### Doppio
Jörn Renzenbrink /  Markus Zoecke hanno battuto in finale  Paul Kilderry /  Nuno Marques con il punteggio di 6–1, 6–2